# Statsrådsförsäkran
Statsrådsförsäkran var en ed som avlades av svenska statsråd (regeringens ledamöter) när de tillträdde sitt uppdrag. Den ersatte 1958 den tidigare statsrådseden som utgjort ett tillägg till den tro- och huldhetsed som avlades av många ämbets- och tjänstemän, och som successivt avskaffades från och med slutet av 1800-talet.
Statsrådseden fastställdes av Karl XIV Johan 1826. I samband med att representationsreformen trädde i kraft 1866 förkortades eden något. Vid avskaffandet 1958 hade statsrådseden följande lydelse:
| ” | [...] och som jag blivit utnämnd att vara ledamot av Konungens statsråd, så vill och skall jag, efter bästa förstånd och övertygelse, råda Konungen till det, som med rikets grundlagar överensstämmer, samt, i enlighet med dem, Konungens och rikets förmån befrämja: alltid vårda mig om Konungens makt samt Riksdagens och rikets inbyggares fri- och rättigheter, efter vad därom i rikets lagar och författningar stadgat och förordnat är; ävensom jag om rikets gagn och bästa självkravd skall påminna, samt i övrigt aldrig yppa vad hemligt hållas bör. Detta lovar jag på heder och samvete hålla; så sant mig Gud hjälpe till liv och själ. | „ |

År 1958 väcktes frågan i riksdagen om den ålderdomliga statsrådseden inte borde moderniseras. Sedan 1953 behövde statsråden inte längre tillhöra Svenska kyrkan och ordalydelsen i eden ansågs strida mot religionsfriheten.  Regeringen fastställde den 28 juli samma år ett nytt formulär för statsrådsförsäkran med följande lydelse:
| ” | Sedan jag N.N. nu blivit av Sveriges, Götes och Vendes Konung, Gustaf VI Adolf, kallad och utnämnd att vara ledamot av statsrådet, försäkrar jag på heder och samvete att jag i utövandet av detta mitt ämbete städse skall iakttaga Konungens och riksdagens grundlagsenliga rättigheter; att jag även eljest i mitt ämbete skall till alla delar följa rikets grundlagar samt övriga lagar och författningar och vårda mig om rikets innebyggares fri- och rättigheter; samt att jag skall med nit och oväld fullgöra mina plikter såsom statsråd, aldrig yppa vad som bör hållas hemligt och städse efter min yttersta förmåga främja vad som är till rikets gagn och bästa. | „ |

Den första att avlägga den nya statsrådsförsäkran var Sven af Geijerstam den 29 augusti 1958 förestavad av justitieminister Ingvar Lindell.
Statsrådsförsäkran avskaffades när den nya regeringsformen trädde i kraft 1975.